# Rino Gasparrini
Rino Gasparrini (San Benedetto del Tronto, 8 d'abril de 1992) és un ciclista italià professional des del 2014 i actualment a l'equip del Androni Giocattoli-Sidermec. També competeix en ciclisme en pista.

## Palmarès
- 2012
  - 1r al Trofeu Raffaele Marcoli
- 2014
  - Vencedor d'una etapa a la Volta al Táchira
- 2015
  - 1r a La Popolarissima
  - 1r al Trofeu Gianfranco Bianchin